# Kubrat di Bulgaria
Kubrat di Bulgaria (Madrid, 5 novembre 1965) è un principe bulgaro, terzogenito di Simeone II.

## Biografia

### Educazione e carriera
È nato nel 1965 a Madrid, dove si diplomò al Lycée Français. Dal 1984 al 1990 studiò alla Facoltà di Scienze Mediche dell'Università di Navarra, per laurearsi magna cum laude in Medicina e Chirurgia.
Dal 1992 al 1996 fu tirocinante in Chirurgia Generale e Apparato Digerente alla Clinica Puerta de Hierro di Madrid. Si specializzò al St. Mark's Hospital di Londra in coloproctologia.

### Carriera
Si iscrisse al Colegiado de Madrid nel 1993 e dal 1997 lavorò come chirurgo colorettale alla Clinica Ruber fino al 2003, quando divenne Capo dell'Unità di Coloproctologia all'Hospital USP San Camilo.
Dal 1999 al 2000 lavorò anche nello sviluppo di servizi informatici per gli ospedali presso Shared Medical Systems e nel 2004 entrò nel comitato consultivo del Tokuda Hospital di Sofia.
Nel 2006 divenne Direttore Sanitario all'Hospital USP San Camilo e membro del comitato consultivo della società di consulenza sanitaria Mensor.

### Matrimonio
Il 2 luglio 1993 sposò nella cappella del Monastero reale dell'Incarnazione l'imprenditrice cosmetica Carla María de la Soledad Royo-Villanova y Urrestarazu (1969).

## Discendenza
Kubrat di Bulgaria e Carla Royo-Villanova y Urrestarazu hanno tre figli:
- Mirko (Madrid, 26 aprile 1996);
- Lukás (Madrid, 15 luglio 1997);
- Tirso (Madrid, 3 giugno 2002).

## Titoli e trattamento
- 5 novembre 1965 - attuale: Sua Altezza Reale, il principe Kubrat di Panagjurište, principe di Sassonia-Coburgo-Gotha, duca in Sassonia

## Ascendenza
|                                           |                            |                                          | Genitori                                |  |  | Nonni |  |  | Bisnonni                 |  |  | Trisnonni                          |  |
|                                           |                            |                                          |                                         |  |  |       |  |  | Ferdinando I di Bulgaria |  |  | Augusto di Sassonia-Coburgo-Koháry |  |
|                                           |                            |                                          |                                         |  |  |       |  |  | Ferdinando I di Bulgaria |  |  | Augusto di Sassonia-Coburgo-Koháry |  |
|                                           |                            | Clementina d'Orléans                     |                                         |  |  |       |  |  | Ferdinando I di Bulgaria |  |  |                                    |  |
| Boris III di Bulgaria                     |                            |                                          |                                         |  |  |       |  |  | Ferdinando I di Bulgaria |  |  |                                    |  |
|                                           |                            | Maria Luisa di Borbone-Parma             | Roberto I di Parma                      |  |  |       |  |  |                          |  |  |                                    |  |
|                                           |                            | Maria Luisa di Borbone-Parma             | Roberto I di Parma                      |  |  |       |  |  |                          |  |  |                                    |  |
|                                           |                            | Maria Luisa di Borbone-Parma             | Maria Pia di Borbone-Due Sicilie        |  |  |       |  |  |                          |  |  |                                    |  |
| Simeone II di Bulgaria                    |                            | Maria Luisa di Borbone-Parma             |                                         |  |  |       |  |  |                          |  |  |                                    |  |
|                                           |                            | Vittorio Emanuele III di Savoia          | Umberto I di Savoia                     |  |  |       |  |  |                          |  |  |                                    |  |
|                                           |                            | Vittorio Emanuele III di Savoia          | Umberto I di Savoia                     |  |  |       |  |  |                          |  |  |                                    |  |
|                                           |                            | Vittorio Emanuele III di Savoia          | Margherita di Savoia                    |  |  |       |  |  |                          |  |  |                                    |  |
| Giovanna di Savoia                        |                            | Vittorio Emanuele III di Savoia          |                                         |  |  |       |  |  |                          |  |  |                                    |  |
|                                           |                            | Elena del Montenegro                     | Nicola I del Montenegro                 |  |  |       |  |  |                          |  |  |                                    |  |
|                                           |                            | Elena del Montenegro                     | Nicola I del Montenegro                 |  |  |       |  |  |                          |  |  |                                    |  |
|                                           |                            | Elena del Montenegro                     | Milena Vukotić                          |  |  |       |  |  |                          |  |  |                                    |  |
| Kubrat di Bulgaria                        |                            | Elena del Montenegro                     |                                         |  |  |       |  |  |                          |  |  |                                    |  |
|                                           | José Gómez-Acebo y Cortina | José Gómez-Acebo y de la Torre           |                                         |  |  |       |  |  |                          |  |  |                                    |  |
|                                           | José Gómez-Acebo y Cortina | José Gómez-Acebo y de la Torre           |                                         |  |  |       |  |  |                          |  |  |                                    |  |
|                                           | José Gómez-Acebo y Cortina | María de los Dolores Cortina y Rodríguez |                                         |  |  |       |  |  |                          |  |  |                                    |  |
| Manuel Gómez-Acebo y Modet                | José Gómez-Acebo y Cortina |                                          |                                         |  |  |       |  |  |                          |  |  |                                    |  |
|                                           |                            | Margarita Marta Modet y Almagro          | Juan Bautista Modet y Eguía             |  |  |       |  |  |                          |  |  |                                    |  |
|                                           |                            | Margarita Marta Modet y Almagro          | Juan Bautista Modet y Eguía             |  |  |       |  |  |                          |  |  |                                    |  |
|                                           |                            | Margarita Marta Modet y Almagro          | María Felicidad de Almagro y de la Vega |  |  |       |  |  |                          |  |  |                                    |  |
| Margarita Gómez-Acebo                     |                            | Margarita Marta Modet y Almagro          |                                         |  |  |       |  |  |                          |  |  |                                    |  |
|                                           |                            | Manuel Cejuela y González-Orduña         | Joaquín Cejuela de la Riva              |  |  |       |  |  |                          |  |  |                                    |  |
|                                           |                            | Manuel Cejuela y González-Orduña         | Joaquín Cejuela de la Riva              |  |  |       |  |  |                          |  |  |                                    |  |
|                                           |                            | Manuel Cejuela y González-Orduña         | Carolina González-Orduña y Merry        |  |  |       |  |  |                          |  |  |                                    |  |
| María de las Mercedes Cejuela y Fernández |                            | Manuel Cejuela y González-Orduña         |                                         |  |  |       |  |  |                          |  |  |                                    |  |
|                                           |                            | Mercedes Fernández y Molano              | Secundino Fernández                     |  |  |       |  |  |                          |  |  |                                    |  |
|                                           |                            | Mercedes Fernández y Molano              | Secundino Fernández                     |  |  |       |  |  |                          |  |  |                                    |  |
|                                           |                            | Mercedes Fernández y Molano              | Luisa Molano y Martínez de Tejada       |  |  |       |  |  |                          |  |  |                                    |  |
|                                           |                            | Mercedes Fernández y Molano              |                                         |  |  |       |  |  |                          |  |  |                                    |  |